# Gordon Whitworth
Gordon Whitworth (* um 1945; † im August oder September 2023) war ein britischer Jazzmusiker (Trompete, auch Gesang) des Dixieland.
Whitworth begann seine Karriere als Musiker im Raum Birmingham. Sein treibender, von Louis Armstrong beeinflusster Trompetenstil war bald in vielen der führenden Bands der Midlands zu hören. Er spielte in den späten 1960er-Jahren u. a. auch in der Monty Sunshine Jazz Band, mit der er 1968 in Hamburg gastierte (Hot Jazz Meeting Hamburg ’68). In den 1980er-Jahren wirkte er dann bei Aufnahmen der Jim Shelley Jazz Band, des Tommy Burton's Sportinghouse Quartet und der Pete Allen Band (Dixie Date, Black Lion Records, 1986) mit. 2001 legte Whitworth mit seiner Bix Tribute Band das Album ... With Pleasure vor, gewidmet der Musik von Bix Beiderbecke, mit Stücken aus dessen Repertoire wie „Davenport Blues“, „Our Bungalow of Dreams“, „Ostrich Walk“ und „Singin’ the Blues“.
In den folgenden Jahren war Whitworth auf Aufnahmen von Richard Leach's 7 Stars of Jazz, The Lake Records All-Star Jazz Band (The Rosehill Concert, u. a. mit Jeff Barnhart), in der Fryer-Barnhart International All Star Jazz Band und George Huxley's All Star Jazz Band (At the Jazz Band Ball, 2011) zu hören. Im Bereich des Jazz war er laut Tom Lord zwischen 1968 und 2011 an 44 Aufnahmesessions beteiligt.